# Rio Novo (vattendrag i Brasilien, Mato Grosso do Sul, lat -18,97, long -54,45)
Rio Novo är ett vattendrag i Brasilien.   Det ligger i delstaten Mato Grosso do Sul, i den södra delen av landet, 800 km sydväst om huvudstaden Brasília.
Omgivningarna runt Rio Novo är huvudsakligen savann. Trakten runt Rio Novo är nära nog obefolkad, med mindre än två invånare per kvadratkilometer.